# Наговицын, Вячеслав Владимирович
Вячесла́в Влади́мирович Нагови́цын (род. 2 марта 1956, Глазов, Удмуртская АССР, РСФСР, СССР) — российский государственный и политический деятель. Президент Республики Бурятия с 10 июля 2007 по 11 мая 2012. Глава Республики Бурятия с 12 мая 2012 по 7 февраля 2017. Член Совета Федерации Федерального собрания РФ — представитель от Правительства Бурятия с 22 сентября 2017. Первый заместитель председателя Комитета Совета Федерации по Регламенту и организации парламентской деятельности.
Из-за поддержки нарушения территориальной целостности Украины во время вторжения России на Украину находится под персональными международными санкциями Евросоюза, США, Великобритании и ряда других стран.

## Биография
В 1978 году окончил Томский политехнический институт по специальности «инженер-механик».
После окончания вуза работал на Томском приборном заводе инженером-технологом, затем секретарём комитета комсомола, заместителем начальника цеха, начальником цеха. В 1986 году назначен главным инженером Томского завода измерительной аппаратуры, позже — генеральным директором завода.
В 1992 году окончил Академию народного хозяйства при Правительстве Российской Федерации по специальности «менеджер высшей категории».
С марта 1998 по декабрь 1999 года работал в должности заместителя губернатора Томской области по промышленности и поддержке предпринимательства.
В декабре 1999 года Наговицын возглавил Правительство Томской области, одновременно занимая должность первого заместителя губернатора Томской области. Согласно заявлениям официального сайта Администрации Томской области, в этой должности Наговицын проводил целенаправленную и последовательную работу по реформированию промышленности, транспорта, жилищно-коммунального хозяйства, развитию малого и среднего бизнеса. Выстраивал деловые, партнёрские отношения с представителями крупного бизнеса сибирского региона, России и стран зарубежья. Согласно этому же источнику, ему принадлежит большая доля заслуг в достижениях региона последних лет. Курируя финансово-экономический блок, Наговицын грамотно выстраивал межбюджетные отношения с федеральным центром и муниципальными образованиями Томской области, уделял первостепенное внимание развитию реального сектора экономики, целенаправленно проводил работу по ликвидации внутреннего долга областного бюджета и местных, районных бюджетов.
С 2002 года — председатель координационного совета по лесному хозяйству и лесопромышленному комплексу Межрегиональной ассоциации «Сибирское соглашение». Также возглавлял областную трёхстороннюю комиссию по регулированию социально-трудовых отношений, региональное отделение комиссии по подготовке управленческих кадров, координационный совет по развитию кадрового потенциала Томской области.
С ноября 2003 года — первый заместитель губернатора Томской области.

### Президент Бурятии
5 июня 2007 года Президент России Владимир Путин внёс кандидатуру Наговицына на рассмотрение Народного Хурала Республики Бурятия для наделения его полномочиями Президента Республики Бурятия.
15 июня 2007 года Народный Хурал утвердил Вячеслава Наговицына в должности Президента Республики Бурятия. Он сменил на этом посту Леонида Потапова. 28 июня Наговицына в должности первого заместителя губернатора Томской области сменил глава администрации ЗАТО Северск Сергей Точилин.
10 июля 2007 года состоялась инаугурация.
С 1 декабря 2008 по 25 мая 2009 и с 22 ноября 2016 по 26 мая 2017 — член президиума Государственного совета Российской Федерации.  Также являлся членом Правительственной комиссии по вопросам регионального развития, Государственной комиссии по вопросам социально-экономического развития Дальнего Востока, Республики Бурятия, Забайкальского края и Иркутской области.
5 мая 2012 года Президент России Дмитрий Медведев внёс в Народный Хурал Республики Бурятия кандидатуру Вячеслава Наговицына для наделения его полномочиями Главы Республики Бурятия.
11 мая 2012 года Президент России Владимир Путин принял досрочную отставку Президента Республики Бурятия, Указ вступил в силу 12 мая 2012 года.
12 мая 2012 года Народный Хурал Республики Бурятия утвердил Вячеслава Наговицына на посту Главы Республики Бурятии.
7 февраля 2017 года Вячеслав Наговицын объявил об отставке и подвёл итоги своей почти десятилетней работы на посту Главы Бурятии. В тот же день освобождён от должности Указом Президента России Владимира Путина.

### Сенатор
С сентября 2017 года является сенатором от правительства Республики Бурятия.

## Критика

### Предложение о передаче побережья Байкала в частные руки
Планировалось, что Правительство Бурятии до начала нового туристического сезона 2008 года передаст все доступное байкальское побережье Бурятии частным арендаторам. По мнению региональных властей, только таким образом можно решить проблему несанкционированных свалок на Байкале.
Инициатором передачи земель в частные руки стал президент республики Вячеслав Наговицын. На пресс-конференции 25 сентября 2007 года Наговицын рассказал о том, что разрабатывается проект территориального планирования на побережье.
Министр природных ресурсов России Юрий Трутнев выступил с жесткой критикой Наговицына.

### Политики Бурятии против назначения Наговицына сенатором
В сентябре 2017 года несколько известных общественных деятелей Бурятии обратились с открытым письмом к избранному 10 сентября главе региона Алексею Цыденову с просьбой не делегировать в Совет Федерации бывшего руководителя республики Вячеслава Наговицына. Они отмечают, что республика под его руководством «не развивалась, а деградировала». Письмо подписали аксакалы бурятской политики — экс-спикеры Народного Хурала Александр Лубсанов и Михаил Семенов и депутат Государственной Думы России I-го созыва Николай Кондаков.

### Региональное отделение ЛДПР против назначения Наговицына сенатором
В сентябре 2017 года Бурятское региональное отделение партии ЛДПР выступило против назначения экс-главы республики Вячеслава Наговицына сенатором. Свое обращение партийцы направили избранному главе республике Алексею Цыденову 19 сентября. «Бывший глава республики Наговицын недостоин не только представлять Бурятию в качестве сенатора, но и получать почти полмиллиона к своей пенсии доплатой из нашего общего бюджета», — сказано в открытом письме.
Партия подчеркивает, что Вячеслав Наговицын избирался не всенародно, а дважды назначался сверху и «отставка — наглядная оценка его деятельности». Кроме того, ЛДПР попросила не включать в новый состав правительства и членов его команды. Так, по мнению партии, недовольство вызвано работой заместителя председателя правительства и руководителя администрации Петра Носкова, министра по развитию транспорта Сергея Козлова, министра сельского хозяйства и продовольствия Дабы-Жалса Чирипова, министра социальной политики Татьяны Быковой. Также в этот список попали министр культуры Тимур Цыбиков, министр спорта и молодёжной политики Баир Ангуров и председатель комитета по молодёжной политике Сергей Перинов.

### Скандал с Ольгой Зайцевой
Первоначально для проживания семьи Вячеслава Наговицына, прибывшего в Улан-Удэ из Томска в 2007 году, администрация главы Бурятии прибрела за 8 млн рублей квартиру в элитном для Улан-Удэ таун-хаусе по улице Тобольской, 97. В этой квартире Вячеслав Наговицын с супругой прожил до 2010 года, то есть, до переезда в специально отремонтированный (стоимость ремонта 13 млн рублей за счет бюджета города Улан-Удэ) дом за городом по адресу: поселок Сотниково, дом 23.
Обстоятельства того переезда уже в 2010 году вылились в некрасивую в плане репутации главы Бурятии историю, вызвали пересуды в обществе и скандальные публикации в прессе. Дело в том, что в освободившийся таун-хаус на Тобольской (площадь 185 кв. метров) заселилась родная сестра Вячеслава Наговицына Ольга Зайцева, которую в тот же год приняли на работу (без специального образования) в Республиканскую службу государственного строительного надзора. При этом квартира числилась за семьей Наговицына и её содержание оплачивал республиканский бюджет.
В 2014 году Ольга Зайцева квартиру освободила, переехав на постоянное место жительства в г. Обнинск Калужской области. При этом сестра Наговицына вывезла с собой и большую часть дорогостоящей (500 тыс. рублей) мебели, приобретённой ещё для семьи Наговицыных опять же за счёт средств бюджета Бурятии. Мебель впоследствии была списана как попавшая под потоп после «прорыва трубы водоснабжения» в подвале таун-хауса.
По информации в прессе, сотрудники хозяйственно-транспортного комплекса администрации главы Бурятии сообщили сотрудникам правоохранительных органов о том, что в этих действиях «состав преступления отсутствует», так как Вячеслав Наговицын впоследствии, якобы, «оплатил стоимость мебели из собственного кармана».
В рамках расследования данного дела в хозяйственно-транспортном комплексе администрации главы и правительства Бурятии в апреле 2016 года были проведены обыски.
На квартире Ольги Зайцевой в Обнинске, а также в других местах в том же городе, было проведено несколько тщательных обысков. В ходе этих обысков оперативники ФСБ обнаружили часть «попавшей под потоп» мебели из Улан-Удэ, которая пребывала там во вполне себе сносном состоянии. Это необоснованно списанное государственное имущество было изъято оперативниками в качестве доказательств по уголовному делу. А в дальнейшем и для возвращения законному владельцу — Республике Бурятия в лице ГКУ «ХТК администрации главы РБ» . Тем не менее, часть мебели не была найдена.

## Семья
Женат, имеет двоих сыновей, дочь и 6 внуков. По национальности — удмурт.
Жена — Нина Владимировна Наговицына, домохозяйка. Родилась в 1956 году в Москве, в семье военнослужащего. Отец служил в городе Коврове Владимирской области, а сразу после рождения второй дочери был направлен в Высшую командную артиллерийскую академию в Ленинграде. После окончания академии отец вместе с семьёй был командирован в столицу Бурятии — Улан-Удэ. Семья жила в доме для офицеров на улице Терешковой. В первый класс Нина пошла в 35-ю школу. Через несколько лет отца Нины назначили командиром дивизиона, расположенного в 12 км от села Николаевское Республики Бурятия. В 1968 году отец получил назначение в Томск, где Нина окончила среднюю школу. В 1973 году Нина поступила на машиностроительный факультет Томского политехнического института. Познакомилась с будущим мужем на студенческой дискотеке. В 1975 году вышла замуж за Вячеслава Наговицына. По утверждениям мужа, Нина ушла с работы после рождения второго сына в конце 1980-х годов и с тех пор домохозяйка.
Сын — Константин Вячеславович Наговицын (род. 2 июня 1976) Окончил Томский государственный университет (специальность «Мастер делового администрирования»), Томский политехнический университет, Экономический факультет (специальность «Маркетинг»), Томский политехнический университет, Машиностроительный факультет (специальность «Технология машиностроения»). Занимал должности: маркетолога, менеджера по маркетингу, заместителя начальника управления производственными процессами, заместителя директора по материально-техническому снабжению, начальника управления логистики, закупок; директора по закупкам, логистике; заместителя генерального директора, директора дирекции «Генерация».
В 2003—2004 годах занимал должность заместителя начальника управления административно-управленческого аппарата по производству ОГУП «Региональный деловой центр Томской области». В 2004—2007 годах работал заместителем директора по материально-техническому снабжению ОАО «Томские коммунальные системы». В 2007 году — заместитель главного инженера по обеспечению производства МУП «Томский энергокомплекс». В 2007—2008 годах — заместитель директора — начальник управления логистики ОАО «ТГК-5» (город Киров). В 2008 году — начальник управления закупок ОАО «ТГК-6» (Нижний Новгород). С 2008 по 2012 год — директор по логистике, закупкам и управлению активами «ТГК-6». С 2012 года по настоящее время является советником генерального директора «ЭНЕРГОСТРОЙ» (г. Москва). Женат, имеет сына и дочь.
Сын — Владимир Вячеславович Наговицын (род. 22 июня 1982) Работал начальником сектора торфообразования ОАО «ТГК-11» (Новосибирск), начальником отдела экономики и финансов АО «Томскртс», начальником управления АО «МОЭСК — ИНЖИНИРИНГ». С 2020 года генеральный директор ООО «Би Ту Рент» (г. Москва).
Дочь — Лидия Вячеславовна Харина (род. 11 января 1991) Окончила факультет государственного и муниципального управления Государственного университета «Высшая школа экономики» (г. Москва) в 2013 г. Тема выпускной квалификационной работы — «Реализация государственной политики в сфере оказания первичной медико-санитарной помощи по принципу общей врачебной практики (на примере Республики Бурятия)».

## Санкции
9 марта 2022 года, на фоне вторжения России на Украину, внесён в санкционный список всех стран Европейского союза так как он голосовал за ратификацию договоров о дружбе с самопровозглашёнными ЛНР и ДНР.
24 марта 2022 года внесён в санкционный список Канады «соратников режима» за «содействие в нарушения суверенитета и территориальной целостности Украины».
30 сентября 2022 года внесён санкционный список Соединённых Штатов Америки «за аннексию Путиным регионов Украины» и одобрения закона о фейках. Государственный департамент отмечает что сенаторы «проголосовали за одобрение просьбы Путина о вводе войск в Украину, что послужило неоправданным предлогом для полномасштабного вторжения России в Украину».
По аналогичным основаниям находится под санкциями Великобритании, Швейцарии, Австралии, Украины и Новой Зеландии.

## Награды
- Орден Александра Невского (5 июня 2021) — за большой вклад в развитие парламентаризма и многолетнюю добросовестную работу[59]
- Почётная грамота Правительства Российской Федерации (2021) — за большой вклад в развитие российского парламентаризма и активную законотворческую деятельность
- Орден Почёта (2012)
- Орден Полярной звезды (2010, Монголия)[60]
- Медаль «290 лет прокуратуре России»